# Thecophora longirostris
Thecophora longirostris är en tvåvingeart som beskrevs av Lyneborg 1962. Thecophora longirostris ingår i släktet Thecophora och familjen stekelflugor. Arten har ej påträffats i Sverige. Inga underarter finns listade i Catalogue of Life.